# Ovalia spinosa
Ovalia spinosa is een hooiwagen uit de familie Zalmoxioidae.